# Mavčiče
Mavčiče so naselje in krajevna skupnost v Občini Kranj.
V Mavčičah so podružnična šola OŠ Orehek, uradi KS, Prostovoljno gasilsko društvo in hidroelektrarna Mavčiče.